# Thesium racemosum
Thesium racemosum är en sandelträdsväxtart som beskrevs av Johann Jakob Bernhardi och Johan Carl Krauss. Thesium racemosum ingår i släktet spindelörter, och familjen sandelträdsväxter. Inga underarter finns listade i Catalogue of Life.